# Marzec 2017

## 30 marca
- W zderzeniu czołowym mikrobusu należącego do Kościoła Baptystów z terenowym samochodem dostawczym zginęło 12 osób, a trzy inne osoby są ranne. Do wypadku doszło 121 km na zachód od San Antonio w stanie Teksas. (onet.pl)

## 29 marca
- Co najmniej 17 osób zginęło, a ponad 60 zostało rannych w eksplozji samochodu pułapki w punkcie kontrolnym przy wjeździe do miasta na południu Bagdadu. (onet.pl)

## 26 marca
- W katastrofie ukraińskiego śmigłowca wojskowego Mi-2, do której doszło w pobliżu Kramatorska w obwodzie donieckim, zginęło pięć osób znajdujących się na pokładzie maszyny (tvn24.pl)
- Austriak Stefan Kraft zwyciężył w klasyfikacji generalnej pucharu świata w skokach narciarskich. (fis-ski.com)
- W stolicy Ugandy, Kampali, rozegrano mistrzostwa świata w biegach przełajowych. (iaaf.org)
- Zakończyła się 22. edycja pucharu świata w snowboardzie. (fis-ski.com)

## 25 marca
- Na południu Chin doszło do katastrofy na miejscu budowy elektrociepłowni, w wyniku czego zginęło 10 osób, a dwie zostały ranne. (wp.pl)

## 24 marca
- Ponad 200 migrantów mogło utonąć u wybrzeży Libii, gdzie natrafiono na dwie przewrócone łodzie, które mogły pomieścić ponad 100 osób każda. (onet.pl)
- Sześciu funkcjonariuszy rosyjskiej gwardii narodowej (Rosgwardii) zostało zabitych w ataku uzbrojonej grupy na jednostkę gwardii w Czeczenii; kilku funkcjonariuszy zostało rannych. (onet.pl)

## 23 marca
- Wybuchł pożar największego ukraińskiego składu amunicji, znajdującego się w pobliżu miasta Bałaklija w obwodzie charkowskim. (tvn24.pl)

## 22 marca
- Co najmniej cztery osoby zginęły, a 10 zostało rannych po ataku terrorystycznym, do jakiego doszło w okolicach budynku brytyjskiego parlamentu w Londynie. (onet.pl)
- Profesor Jakub Lewicki został powołany na Mazowieckiego Wojewódzkiego Konserwatora Zabytków. (mwkz.pl)

## 21 marca
- Dwie osoby zginęły w wyniku wybuchu gazu w mieszkaniu w Bytomiu. (dziennikzachodni.pl)
- W wyborach prezydenckich w Timorze Wschodnim zwyciężył Francisco Guterres. (straitstimes.com)
- Nagrodę Abela, prestiżowe wyróżnienie w dziedzinie matematyki przyznawane przez króla Norwegii, przyznano Francuzowi Yves Meyerowi. (rp.pl)

## 20 marca
- W eksplozji samochodu-pułapki w Bagdadzie na jednej z handlowych ulic w dzielnicy zdominowanej przez szyitów zginęły co najmniej 23 osoby, a 45 zostało rannych. (wp.pl)
- 90 osób zginęło, 263 zostały ranne, a 20 uznano za zaginione w wyniku powodzi, do jakich doszło w związku z trwającymi od kilku dni ulewami w Peru. (onet.pl)
- W porcie lotniczym położonym w Wau, w Sudanie Południowym, rozbił się samolot pasażerski z 45 osobami na pokładzie. Według agencji Reutera nikt nie zginął. Rany odniosło kilkanaście osób, które trafiły do szpitala. (wp.pl)
- W Nowym Jorku w wieku 101 lat zmarł David Rockefeller, amerykański biznesmen, miliarder i filantrop. (wp.pl)

## 19 marca
- 20 uczniów szkoły średniej, którzy pływali w rzece w Ghanie (Afryka Zachodnia) podczas szalejącej burzy zostało przygniecionych przez powalone przez nawałnicę drzewa i poniosło śmierć. (onet.pl)
- Niemka Laura Dahlmeier i Francuz Martin Fourcade triumfowali w klasyfikacjach generalnych pucharu świata w biathlonie. (biathlon.pl, biathlon.pl)
- Zakończyły się, rozgrywane w Sierra Nevada, mistrzostwa świata w snowboardzie. (fis-ski.com)
- Zakończyły się, rozgrywane w Sierra Nevada, mistrzostwa świata w narciarstwie dowolnym. (fis-ski.com)
- Niemiec Eric Frenzel zwyciężył w klasyfikacji generalnej pucharu świata w kombinacji norweskiej. (fis-ski.com)
- W klasyfikacjach generalnych pucharu świata w narciarstwie alpejskim triumfowali: wśród kobiet – Amerykanka Mikaela Shiffrin, wśród mężczyzn – Austriak Marcel Hirscher. (fis-ski.com, fis-ski.com)
- Reprezentanci Norwegii, Heidi Weng i Martin Johnsrud Sundby zwyciężyli w klasyfikacjach generalnych pucharu świata w biegach narciarskich. (fis-ski.com, fis-ski.com)

## 18 marca
- W wieku 90 lat zmarł Chuck Berry, amerykański muzyk, kompozytor, wokalista i gitarzysta. (wiadomosci.gazeta.pl)

## 17 marca
- Powodzie, do jakich doszło w związku z trwającymi od kilku dni, ulewami w Peru, spowodowały śmierć 67 osób. Zniszczonych zostało 115 tys. domów i 117 mostów. (onet.pl)
- 42 osoby zginęły w rezultacie ataku na znajdujący się niedaleko wybrzeża Jemenu statek z somalijskimi uchodźcami. (onet.pl)
- Król Muhammad VI desygnował Sad ad-Dina al-Usmaniego na stanowisko premiera Maroka. (reuters.com)

## 16 marca
- W nalocie na meczet koło Aleppo w Syrii zginęło co najmniej 42 ludzi, a dziesiątki zostało rannych. (wp.pl)

## 15 marca
- Co najmniej 25 osób zginęło w samobójczym zamachu bombowym w kompleksie sądowym w centrum Damaszku w Syrii. Dziesiątki osób zostało rannych. (polskatimes.pl)
- W wyborach parlamentarnych w Holandii zwyciężyła Partia Ludowa na rzecz Wolności i Demokracji. (wyborcza.pl)

## 13 marca
- Węgierskie Zgromadzenie Narodowe wybrało Jánosa Ádera na drugą kadencję prezydenta kraju. (tvn24.pl)

## 12 marca
- Co najmniej 50 osób zginęło, ponad 180 zostało rannych, a ok. 20 uznano za zaginione w wyniku cyklonu Enawo, który przeszedł w rejonie Madagaskaru. Prędkość wiatru dochodziła do 225 km/h. Obfite opady deszczu spowodowały lawiny błotne na północnym wschodzie kraju, w wyniku czego 110 tys. osób zostało zmuszonych do opuszczenia domów. (wp.pl)
- Co najmniej 15 osób zginęło w centralnej części Peru w autobusie, który spadł do głębokiego jaru[1].
- Holender Kjeld Nuis i Amerykanka Heather Bergsma triumfowali w klasyfikacjach generalnych pucharu świata w łyżwiarstwie szybkim. (isuresults.eu, isuresults.eu)
- Zakończyły się, rozgrywane w Rotterdamie, mistrzostwa świata w short tracku. (isu.org)
- Japonka Sara Takanashi triumfowała w klasyfikacji generalnej pucharu świata w skokach narciarskich. (fis-ski.com)

## 11 marca
- W wyniku wielkiego osuwiska na wysypisku śmieci na przedmieściach Addis Abeby, stolicy Etiopii, zginęło co najmniej 113 osób. Tony śmieci zasypały prowizoryczne szałasy służące za domy mieszkańcom wysypiska. (wyborcza.pl, tvn24.pl)
- Na Haiti w mieście Gonaïves leżącym ok. 150 km na północ od stolicy Port-au-Prince szybko jadący autobus wjechał w tłum, zabijając co najmniej 34 osoby. 15 osób odniosło poważne rany. (onet.pl)
- Co najmniej 600 ciał znalazły irackie siły paramilitarne w zbiorowym grobie odkrytym na terenie więzienia koło Mosulu. Według władz są to szczątki ofiar pomordowanych przez dżihadystów z Państwa Islamskiego. (wp.pl)

## 10 marca
- Decyzją sądu konstytucyjnego Korei Południowej, prezydent Park Geun-hye została pozbawiona urzędu w wyniku impeachmentu. (reuters.com)

## 9 marca
- Donald Tusk został wybrany na drugą kadencję przewodniczącego Rady Europejskiej. (onet.pl)

## 5 marca
- Zakończyły się, rozgrywane w Lahti, mistrzostwa świata w narciarstwie klasycznym. (fis-ski.com)
- Reprezentanci Holandii: Ireen Wüst i Sven Kramer zwyciężyli w rozegranych w norweskim Hamar mistrzostwach świata w łyżwiarstwie szybkim w wieloboju. (isuresults.eu, isuresults.eu)
- Zakończyły się, rozgrywane w Belgradzie, halowe mistrzostwa Europy w lekkoatletyce. W klasyfikacji medalowej triumfowała reprezentacja Polski z dorobkiem 12 medali, w tym 7 złotych. (european-athletics.org)

## 2 marca
- Bakri Hasan Salih objął stanowisko premiera Sudanu, przywrócone pierwszy raz od czasu zamachu stanu w 1989 roku. (africareview.com)

## 1 marca
- Hassan Ali Khayre objął urząd premiera Somalii. (theeastafrican.co.ke)